# Merle à tête grise
Turdus rubrocanus
Espèce
Statut de conservation UICN

 LC  : Préoccupation mineure
Le Merle à tête grise (Turdus rubrocanus) est une espèce de passereaux de la famille des Turdidae.

## Habitats et répartition
On le trouve en  Afghanistan, Bhoutan, birmanie, Chine, Inde, Laos, Népal, Pakistan, Thaïlande et Vietnam.
Son cadre naturel de vie est la forêt tempérée.

## Sous-espèces
- Turdus rubrocanus rubrocanus
- Turdus rubrocanus gouldi